# Пјандрати (Фиренца)
Пјандрати је насеље у Италији у округу Фиренца, региону Тоскана.
Према процени из 2011. у насељу је живело 126 становника. Насеље се налази на надморској висини од 196 м.